# Grand Prix Ázerbájdžánu 2019
Grand Prix Ázerbájdžánu 2019 (oficiálně Formula 1 Socar Azerbaijan Grand Prix 2019) se jela na okruhu Baku City Circuit v Baku v Ázerbájdžánu dne 28. dubna 2019. Závod byl čtvrtým v pořadí v sezóně 2019 šampionátu Formule 1. Závod byl zároveň 1001. závodem seriálu Formule 1

## Pozadí

### Pořadí jezdců před závodem
Do závodu šel jako vedoucí jezdec Lewis Hamilton o čtyři body před Valtteri Bottasem.  Hamiltonův tým Mercedes navíc vedl před závodem i Pohár konstruktérů s náskokem 57 bodů na druhé Ferrari.

## Trénink
První trénink musel být po téměř půlhodině předčasně ukončen, protože George Russell poničil svůj monopost o kryt kanálu. Kvůli tomu zajeli měřený čas pouze jezdci Ferrari. Charles Leclerc (závodník) zaknihoval výsledek 1:47.497 a o více než dvě vteřiny nechal za sebou týmového kolegu Sebastiana Vettela. 
Do druhého tréninku nezasáhl již zmíněný George Russell, protože mu mechanici nestihli včas opravit vůz. Nejrychlejší čas znovu zaznamenal Charles Leclerc (závodník) z Ferrari (1:42.872), druhý opět dojel Sebastian Vettel, ale tentokrát s menší ztrátou 324 tisícin sekundy. Třetí pozici obsadil Lewis Hamilton s mankem 669 tisícin. 
Poslední trénink zase ovládl Charles Leclerc časem 1:41.604. Druhý Sebastian Vettel zaostal o 198 tisícin sekundy a třetí Max Verstappen z Red Bullu byl pomalejší o více než vteřinu. Leclerc tedy opanoval všechny tři tréninky, i když ten první byl brzy ukončen po Russellově nehodě a je nutno ho brát trochu s rezervou. Monacký pilot ve službách Ferrari se ale svými výkony zařadil mezi hlavní favority na zisk pole position. 

## Kvalifikace
V první části kvalifikace vypadli podle očekávání oba piloti týmu Williams Robert Kubica a George Russell. Spolu s nimi dál neprošli Lance Stroll, Romain Grosjean a překvapivě ani Nico Hülkenberg. V závěru úvodního kvalifikačního segmentu boural Robert Kubica a kvalifikace tak musela být na několik minut přerušena.
Druhá fáze kvalifikace se stala konečnou pro Carlose Sainze, Daniela Ricciarda, Alexandera Albona, Kevina Magnussena a Pierra Gaslyho. Na stejném místě jako Kubica havaroval Charles Leclerc, který se ale z pochopitelných důvodů závěrečné části kvalifikace nezúčastnil. Do závodu by měl odstartovat jako desátý.
Pole position pro sebe získal po dramatickém finiši Valtteri Bottas, který nechal za sebou týmového kolegu Lewise Hamiltona o 94 tisícin sekundy. Do druhé řady se postaví Sebastian Vettel a Max Verstappen.

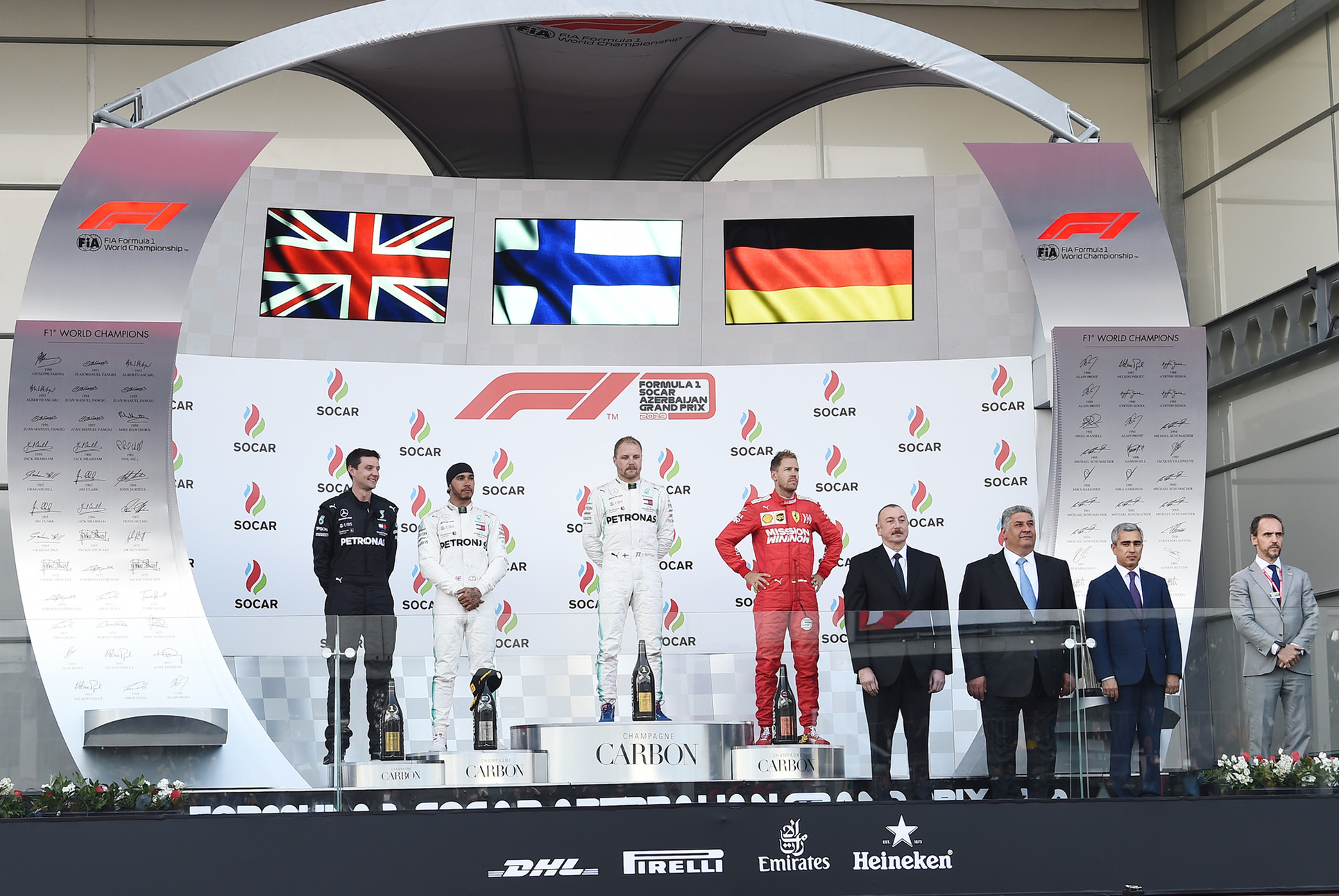
Podium

| Poř.                       | No. | Jezdec             | Konstruktér               | Časy v kvalifikaci | Časy v kvalifikaci | Časy v kvalifikaci | Pořadí na startu |
| Poř.                       | No. | Jezdec             | Konstruktér               | Q1                 | Q2                 | Q3                 | Pořadí na startu |
| -------------------------- | --- | ------------------ | ------------------------- | ------------------ | ------------------ | ------------------ | ---------------- |
| 1                          | 77  | Valtteri Bottas    | Mercedes                  | 1:42.026           | 1:41.500           | 1:40.495           | 1                |
| 2                          | 44  | Lewis Hamilton     | Mercedes                  | 1:41.614           | 1:41.580           | 1:40.554           | 2                |
| 3                          | 5   | Sebastian Vettel   | Ferrari                   | 1:42.042           | 1:41.889           | 1:40.797           | 3                |
| 4                          | 33  | Max Verstappen     | Red Bull Racing-Honda     | 1:41.727           | 1:41.388           | 1:41.069           | 4                |
| 5                          | 11  | Sergio Pérez       | Racing Point-BWT Mercedes | 1:42.249           | 1:41.870           | 1:41.593           | 5                |
| 6                          | 26  | Daniil Kvjat       | Scuderia Toro Rosso-Honda | 1:42.324           | 1:42.221           | 1:41.681           | 6                |
| 7                          | 4   | Lando Norris       | McLaren-Renault           | 1:42.371           | 1:42.084           | 1:41.886           | 7                |
| 8                          | 99  | Antonio Giovinazzi | Alfa Romeo Racing-Ferrari | 1:42.059           | 1:42.082           | 1:43.068           | 17               |
| 9                          | 16  | Charles Leclerc    | Ferrari                   | 1:41.426           | 1:41.995           | Bez času           | 8                |
| 10                         | 55  | Carlos Sainz Jr.   | McLaren-Renault           | 1:41.936           | 1:42.398           |                    | 9                |
| 11                         | 3   | Daniel Ricciardo   | Renault                   | 1:42.486           | 1:42.477           |                    | 10               |
| 12                         | 23  | Alexander Albon    | Scuderia Toro Rosso-Honda | 1:42.154           | 1:42.494           |                    | 11               |
| 13                         | 20  | Kevin Magnussen    | Haas-Ferrari              | 1:42.382           | 1:42.699           |                    | 12               |
| 14                         | 18  | Lance Stroll       | Racing Point-BWT Mercedes | 1:42.630           |                    |                    | 13               |
| 15                         | 8   | Romain Grosjean    | Haas-Ferrari              | 1:43.407           |                    |                    | 14               |
| 16                         | 27  | Nico Hülkenberg    | Renault                   | 1:43.427           |                    |                    | 15               |
| 17                         | 63  | George Russell     | Williams-Mercedes         | 1:45.062           |                    |                    | 16               |
| 18                         | 88  | Robert Kubica      | Williams-Mercedes         | 1:45.455           |                    |                    | BOX              |
| 107% času vítěze: 1:48.428 |     |                    |                           |                    |                    |                    |                  |
| EX                         | 7   | Kimi Räikkönen     | Alfa Romeo Racing-Ferrari | 1:42.059           | 1:42.082           | 1:43.068           | BOX              |
| EX                         | 10  | Pierre Gasly       | Red Bull Racing-Honda     | 1:41.335           |                    |                    | BOX              |
| Zdroj:                     |     |                    |                           |                    |                    |                    |                  |

Poznámky
1. ↑  Antonio Giovinazzi dostal penalizaci 10 míst na startovním roštu za nepovolenou 3. výměnu elektroniky v jeho pohonné jednotce.
2. ↑  Robert Kubica bude také startovat z boxů, protože jeho tým po bouračce byl nucen udělat četné změny na jeho voze.
3. ↑  Kimi Räikkönen byl diskvalifikován z kvalifikace po tom, co jeho přední spoiler neprošel FIA testy.
4. ↑  Pierre Gasly bude startovat z boxů potom co ignoroval náhodné převážení vozu. Navíc dostal penalizaci v podobě 5 míst za novou převodovku.

## Závod
| Poř.                                                             | No. | Jezdec             | Konstruktér               | Počet kol | Čas/Odstoupení      | Pořadí na startu | Body |
| ---------------------------------------------------------------- | --- | ------------------ | ------------------------- | --------- | ------------------- | ---------------- | ---- |
| 1                                                                | 77  | Valtteri Bottas    | Mercedes                  | 51        | 1:31:52.942         | 1                | 25   |
| 2                                                                | 44  | Lewis Hamilton     | Mercedes                  | 51        | +1.524              | 2                | 18   |
| 3                                                                | 5   | Sebastian Vettel   | Ferrari                   | 51        | +11.739             | 3                | 15   |
| 4                                                                | 33  | Max Verstappen     | Red Bull Racing-Honda     | 51        | +17.493             | 4                | 12   |
| 5                                                                | 16  | Charles Leclerc    | Ferrari                   | 51        | +1:09.107           | 8                | 11   |
| 6                                                                | 11  | Sergio Pérez       | Racing Point-BWT Mercedes | 51        | +1:16.416           | 5                | 8    |
| 7                                                                | 55  | Carlos Sainz Jr.   | McLaren-Renault           | 51        | +1:23.826           | 9                | 6    |
| 8                                                                | 4   | Lando Norris       | McLaren-Renault           | 51        | +1:40.268           | 7                | 4    |
| 9                                                                | 18  | Lance Stroll       | Racing Point-BWT Mercedes | 51        | +1:43.816           | 13               | 2    |
| 10                                                               | 7   | Kimi Räikkönen     | Alfa Romeo Racing-Ferrari | 50        | +1 kolo             | BOX              | 1    |
| 11                                                               | 23  | Alexander Albon    | Scuderia Toro Rosso-Honda | 50        | +1 kolo             | 11               |      |
| 12                                                               | 99  | Antonio Giovinazzi | Alfa Romeo Racing-Ferrari | 50        | +1 kolo             | 17               |      |
| 13                                                               | 20  | Kevin Magnussen    | Haas-Ferrari              | 50        | +1 kolo             | 12               |      |
| 14                                                               | 27  | Nico Hülkenberg    | Renault                   | 50        | +1 kolo             | 15               |      |
| 15                                                               | 63  | George Russell     | Williams-Mercedes         | 49        | +2 kola             | 16               |      |
| 16                                                               | 88  | Robert Kubica      | Williams-Mercedes         | 49        | +2 kola             | BOX              |      |
| Ret                                                              | 10  | Pierre Gasly       | Red Bull Racing-Honda     | 38        | Převodovka          | BOX              |      |
| Ret                                                              | 8   | Romain Grosjean    | Haas-Ferrari              | 38        | Brzdy               | 14               |      |
| Ret                                                              | 26  | Daniil Kvjat       | Scuderia Toro Rosso-Honda | 33        | Poškození po kolizi | 6                |      |
| Ret                                                              | 27  | Daniel Ricciardo   | Renault                   | 31        | Poškození po kolizi | 10               |      |
| Nejrychlejší kolo:Charles Leclerc (Ferrari) 1:43.009 (v kole 50) |     |                    |                           |           |                     |                  |      |
| Zdroj:                                                           |     |                    |                           |           |                     |                  |      |

Poznámky
1. ↑  Charles Leclerc získal jeden bod za zajetí nejrychlejšího kola.

## Průběžné pořadí po závodě
Pohár jezdců
|        | Pořadí | Jezdec           | Body |
| ------ | ------ | ---------------- | ---- |
| 1      | 1      | Valtteri Bottas  | 87   |
| 1      | 2      | Lewis Hamilton   | 86   |
| 1      | 3      | Sebastian Vettel | 52   |
| 1      | 4      | Max Verstappen   | 51   |
|        | 5      | Charles Leclerc  | 47   |
| Zdroj: |        |                  |      |

Pohár konstruktérů
|        | Pořadí | Konstruktér               | Body |
| ------ | ------ | ------------------------- | ---- |
|        | 1      | Mercedes                  | 173  |
|        | 2      | Ferrari                   | 99   |
|        | 3      | Red Bull Racing-Honda     | 64   |
| 3      | 4      | McLaren-Renault           | 18   |
| 3      | 5      | Racing Point-BWT Mercedes | 17   |
| Zdroj: |        |                           |      |